# Satu Mare (gmina w okręgu Harghita)
Satu Mare – gmina w Rumunii, w okręgu Harghita. Obejmuje tylko jedną miejscowość Satu Mare. W 2011 roku liczyła 1995 mieszkańców.